# Veverkovití
Veverkovití (Sciuridae) je čeleď hlodavců z podřádu Sciuromorpha. Zahrnuje 51 recentních rodů s přibližně 270 druhy. Vyskytují se téměř po celém světě. Mezi veverkovité patří např. čikarí, čipmank, poletucha, psoun, ratufa, svišť, sysel nebo veverka.

## Taxonomie
Dělení veverkovitých hlodavců není jednotné. Nowak (1999) přebírá základní rozdělení Simsonovo (1945), který dělí veverkovité na dvě podčeledi:
- Scurinae (veverky) – zemní a stromové nelétavé veverky,
- Petauristinea (poletuchy) – létající veverky.

Stejně dělí veverkovité i česká databáze BioLib. Někteří autoři (Corbet a Hill, 1992) považují druhou podčeleď na základě odlišného uspořádání zubů a jejich porovnání s fosilními nálezy za samostatnou čeleď.

### Dělení podle Mammal Species of the World
Prestižní databáze savců Mammal Species of the World vychází z modifikovaného uspořádání Pococka (1923) a dělí veverkovité na pět podčeledí. Poletuchy jsou v něm zařazeny jako tribus Pteromyini do podčeledi Sciurinae.
podčeleď Ratufinae
- jediný rod ratufa (Ratufa)

podčeleď Sciurillinae

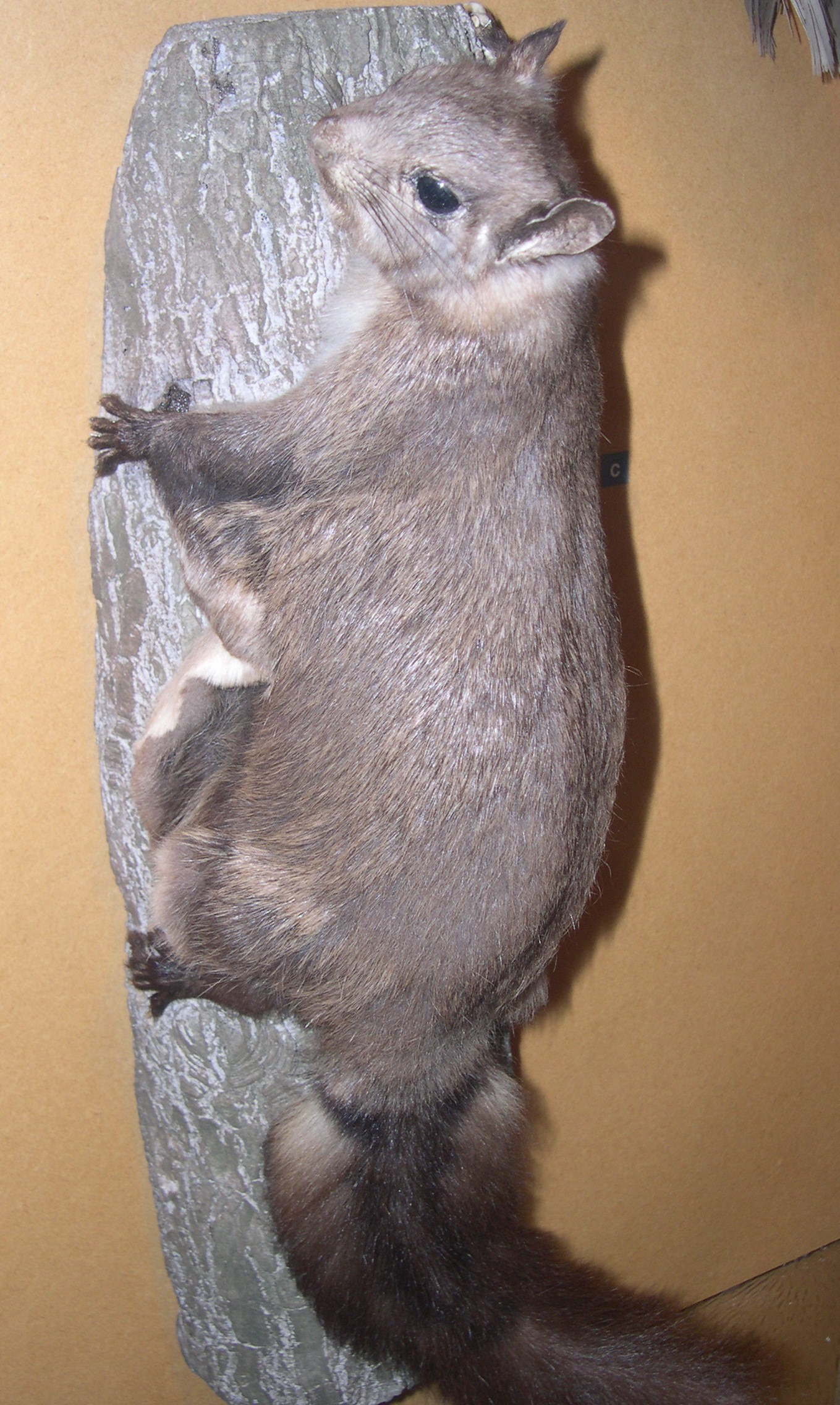
Poletuška palawanská (Hylopetes nigripes)

- jediný rod Sciurillus s jediným druhem veveřička nejmenší (Sciurillus pusillus)

podčeleď Sciurinae
- tribus Sciurini s rody Microsciurus, Rheithrosciurus, Sciurus, Syntheosciurus a Tamiasciurus
- tribus Pteromyini s rody Aeretes, Aeromys, Belomys, Biswamoyopterus, Eoglaucomys, Eupetaurus, Glaucomys, Hylopetes, Iomys, Petaurillus, Petaurista, Petinomys, Pteromys, Pteromyscus a Trogopterus

podčeleď Callosciurinae s rody Callosciurus, Dremomys, Exilisciurus, Funambulus, Glyphotes, Hyosciurus, Lariscus, Menetes, Nannosciurus, Prosciurillus, Rhinosciurus, Rubrisciurus, Sundasciurus a Tamiops
podčeleď Xerinae
- tribus Xerini s rody Atlantoxerus, Spermophilopsis a Xerus
- tribus Protoxerini s rody Epixerus, Funisciurus, Heliosciurus, Myosciurus, Paraxerus a Protoxerus
- tribus Marmotini s rody Ammospermophilus, Cynomys, Marmota, Sciurotamias, Spermophilus a Tamias

## Výskyt a biom
Veverkovití se vyskytují po celém světě, kromě Austrálie, Madagaskaru, polárních a pouštních oblastí, některých částí Jižní Ameriky a některých suchých oblastí (Egypt, Arabský poloostrov).
Obývají nejrůznější suchozemská stanoviště. Zemní veverky obsazují stepi, lesostepi, savany, polopouště, tundru, hory a skály a také zemědělskou krajinu. Další veverkovití žijí na stromech v jehličnatých lesích, listnatých lesích, v zemědělské krajině, parcích i poblíž lidských sídlišť.

## Vzhled
Do čeledi veverkovití patří hlodavci různé velikosti – od trpasličích tropických veverek vážících 10 g po osmikilové sviště. Délka těla se pohybuje od 6 do 60 cm a hmotnost od 10 g po 8 kg. Největším zástupcem čeledi veverkovitých je svišť horský, který měří 42–84 cm (bez ocasu, ten je dlouhý 13–16 cm) a má hmotnost 4–8 kg. Všichni mají ochlupený ocas. Ocas měří 5–46 cm, je vždy ochlupený, někdy hustě. Stromové veverky si jej při odpočinku stáčejí nad tělo.
Zadní nohy jsou až dvakrát delší než přední. Na předních nohách mají čtyři prsty, na zadních nohách pět prstů.
Oči jsou spíše větší. Mají 20–22 zubů: jejich zubní vzorec je
- 1.0.1-2.3
- 1.0.1.3

Létající veverky (poletuchy) mají mezi předníma a zadníma nohama kožní lem, který u některých rodů dosahuje až k ocasu, u některých je u zápěstí rozšířen chrupavčitými výběžky. Kožní lem umožňuje poletuchám plachtění. Roztahováním a stahováním kožního lemu mohou řídit směr plachtění; ke kormidlování využívají i ocas.

## Způsob života

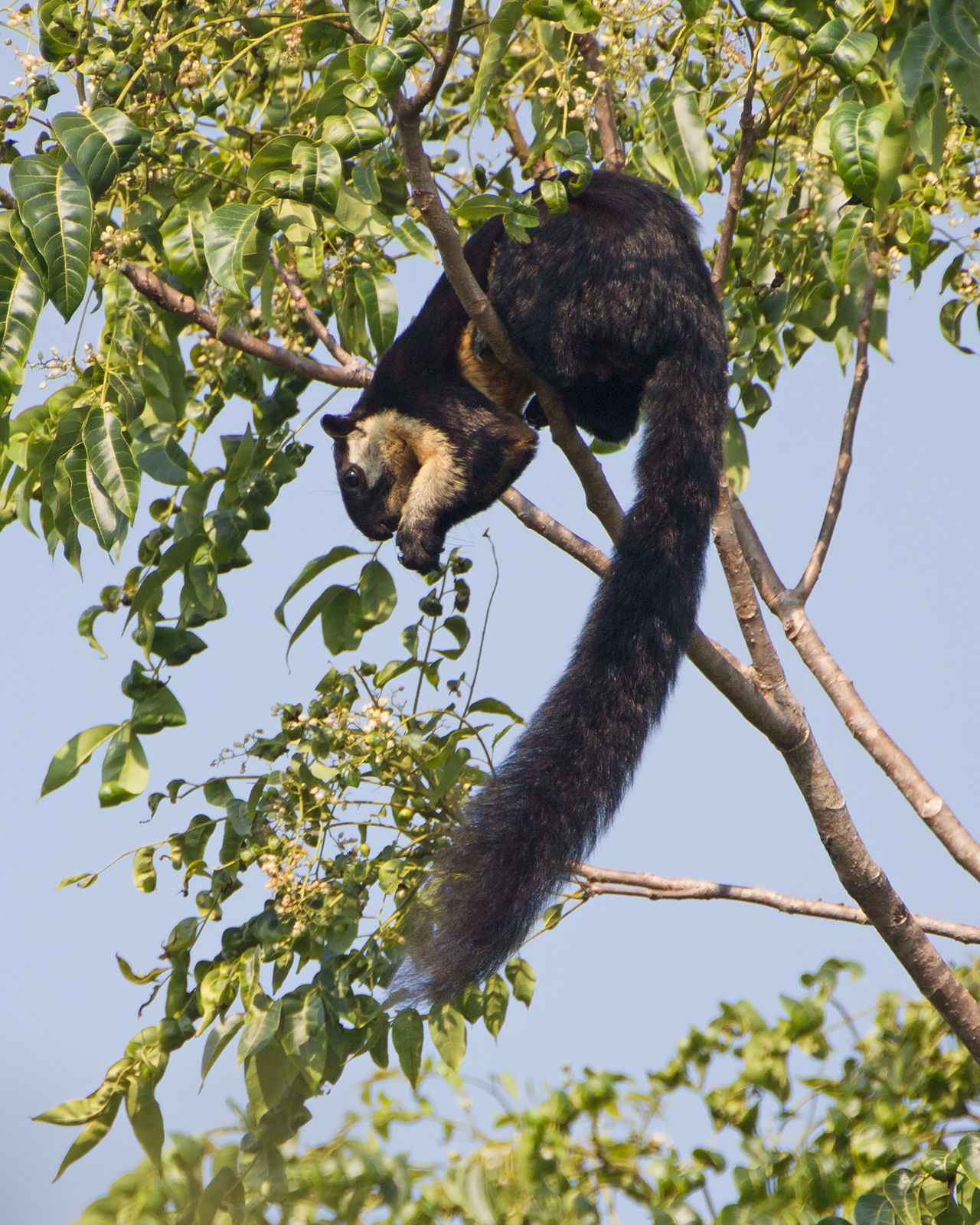
Ratufa uzdičková (Ratufa bicolor) z jihovýchodní Asie

Zemní veverkovití si budují hnízda v norách (sysel, psoun, svišť). Další veverkovití včetně létajících si budují hnízda v dutých kmenech nebo v korunách stromů.
Druhy žijící v chladných klimatických podmínkách nebo vysoko v horách upadají do zimního spánku, někdy i na více než půl roku. Tělesná teplota sysla Parryova žijícího na Sibiři a na Aljašce klesá až na –3 °C. Letní spánek je naopak strategií několika druhů žijících v suchých teplých oblastech.
Většina veverkovitých je aktivní ve dne, někteří jsou noční živočichové (poletucha, poletuška). Stromové druhy výborně šplhají. Některé druhy vytvářejí společenstva (sysel, psoun, svišť), jiné druhy jsou spíše samotářské (veverka obecná, čikarí červený).

### Potrava
Většina veverkovitých se živí rostlinnou stravou: konzumují byliny, bobule včetně ovoce, semena včetně jader ořechů a semen jehličnatých stromů, zelené výhonky listnatých stromů, jehličí, kůru, kořeny, houby aj. Někteří se kromě rostlinné stravy živí i hmyzem, také mršinami, příp. vybírají ptačí hnízda. Několik druhů je převážně hmyzožravých.

### Rozmnožování
Doba březosti je známá jen u některých druhů a pohybuje se mezi 25–40 dny. Ve vrhu bylo zjištěno od 1 do 11 mláďat; jejich hmotnost, pokud je známa, se pohybuje od 4 do 30 g. Mláďata jsou kojena dva a půl až šest týdnů. Pohlavně dospívají v šesti měsících až třech letech.

## Stupeň ohrožení

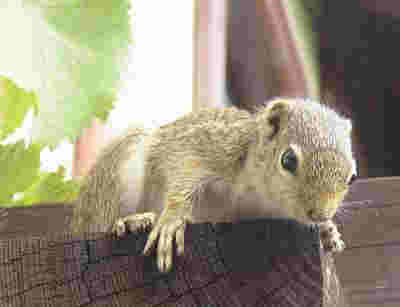
Africká veverka sluneční (Heliosciurus gambianus)

Většina veverkovitých hlodavců není ohrožena a v červeném seznamu druhů jsou vyhodnoceni jako málo dotčený druh. Z celkem 279 druhů uvedených v seznamu v IUCN je 31 zařazeno mezi obecně ohrožené druhy:
Zranitelné druhy:
- sysel Nelsonův (Ammospermophilus nelsoni) žijící v USA ve střední Kalifornii,[7]
- veverka tečkovaná (Callosciurus adamsi) vyskytující se v Malajsii na severu ostrova Borneo,[8]
- veverka mentavejská (Callosciurus melanogaster) žijící v Indonésii na Mentavajských ostrovech jižně od Sumatry,[9]
- veverka oranžovohřbetá (Funambulus layardi) vyskytující se ostrůvkovitě na jižní polovině Srí Lanky,[10]
- veverka bělohrdlá (Funambulus sublineatus) žijící v jižní Indii a na Srí Lance,[11]
- veverka nížinná (Hyosciurus ileile) obývající sever ostrova Celebes v Indonésii,[12]
- svišť Menzbierův (Marmota menzbieri) žijící na pomezí Kazachstánu, Kyrgyzstánu a Uzbekistánu,[13]
- poletucha vousatá (Petinomys genibarbis) žijící na Sumatře, v jižní části Malajského poloostrova, ve východní Javě a na severu Bornea,[14]
- poletucha Vordermannova (Petinomys vordermanni) vyskytující se ostrůvkovitě na Malajském poloostrově a na Borneu,[15]
- veverka péřová (Rheithrosciurus macrotis) obývající ostrov Borneo,[16]
- veverka statná (Rubrisciurus rubriventer) obývající ostrov Celebes v Indonésii,[17]
- sysel obecný (Spermophilus citellus) vyskytující se ve střední a jihovýchodní Evropě včetně ČR,[18]
- sysel mohavský (Spermophilus mohavensis) žijící severovýchodně od Los Angeles v Kalifornii,[19]
- sysel Townsendův (Spermophilus townsendii) žijící na jihu státu Washington v USA,[20]
- čipmank Bullerův (Tamias bulleri) vyskytující ve středním Mexiku.[21]

Ohrožené druhy:

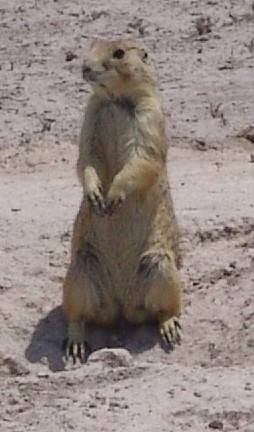
Nejohroženější druh psouna, psoun Merriamův (Cynomys mexicanus)

- psoun Merriamův (Cynomys mexicanus) vyskytující se ostrůvkovitě na severovýchodě Mexika,[22]
- psoun Allenův (Cynomys parvidens) žijící na jihu Utahu v USA,[23]
- poletucha vlnatá (Eupetaurus cinereus) žijící v severní části Pákistánu,[24]
- poletuška sipora (Hylopetes sipora) žijící v Indonésii na ostrově Sipora v Mentavajském souostroví,[25]
- poletucha mentavejská (Iomys sipora) obývající ostrovy Sipora a Pagai Utara v Mentavajském souostroví v Indonésii,[26]
- svišť tarbagan (Marmota sibirica) vyskytující se v severním Mongolsku a v přilehlých oblastech Ruska a Číny,[27]
- veverka Vincentova (Paraxerus vincenti) žijící v severním Mosambiku,[28]
- Petinomys lugens – poletucha žijící v Indonésii na ostrovech Sipora a Pagai Utara v Mentavajském souostroví,[29]
- poletucha kouřová (Pteromyscus pulverulentus) vyskytující se ostrůvkovitě na Malajském poloostrově, na Sumatře a na Borneu,[30]
- sysel kalifornský (Spermophilus atricapillus) vyskytující se ostrůvkovitě v jižní části Kalifornského poloostrova v Mexiku,[31]
- Spermophilus brunneus – sysel vyskytující se na západě státu Idaho (USA),[32]
- sysel perotský (Spermophilus perotensis) žijící u města Puebla v centrálním Mexiku,[33]
- veverka bratrská (Sundasciurus fraterculus) obývající Mentavajské ostrovy jižně od Sumatry,[34]
- čipmank Palmerův (Tamias palmeri) žijící západně od Las Vegas ve státě Nevada v USA,[35]
- čikarí kalifornský (Tamiasciurus mearnsi) vyskytující se v severní části Kalifornského poloostrova v Mexiku.[36]

Kriticky ohrožené druhy:
- poletucha bělobřichá (Biswamoyopterus biswasi) nalezená ve státě Arunáčalpradéš ve východním cípu Indie u hranic s Barmou.[37] Druh je znám z jediného původního exempláře nalezeného v roce 1981. Další jedinci byli pozorováni v roce 2002, ale při pozdějším podrobném průzkumu oblasti nebyly zjištěny žádné důkazy o výskytu poletuchy bělobřiché. Hlavním nebezpečím pro druh je pytláctví, i když jde o oblast Národního parku Namdapha.[38]
- svišť vancouverský (Marmota vancouverensis) vyskytující se v jižní části ostrova Vancouver na západě Kanady.[39] Velikost populace se sleduje již déle. Nejdříve se zvyšovala a v roce 1986 dosáhla 300–350 jedinců. Od té doby však klesá; v roce 2004 bylo napočítáno pouhých 35 exemplářů. Důvody úbytku nejsou známé. Je uvažováno kácení lesů v oblasti, i když právě vznik nových pasek byl důvodem dřívějšího růstu populace.